# メイストームデー
メイストームデー（May Storm Day）は、日本の記念日で、5月13日。別れ話を切り出すのに最適な日、別れ話を切り出していい日、などとされる。

## 由来
「八十八夜の別れ霜」（立春から88日目ごろに霜が降りなくなる、の意味）の言葉にちなみ、バレンタインデーから88日後に定められている。なお、八十八夜は立春から88日目（87日後）、メイストームデーはバレンタインデーから88日後（89日目）であることに注意。また、バレンタインデーから88日後は閏年には5月12日だが、メイストームデーは平年と同じく5月13日で、バレンタインデーから89日後（90日目）である。
起源ははっきりしないが、日本起源であることは確かである。なお、メイストーム自体が、日本起源の言葉である。